# Christoph Graupner

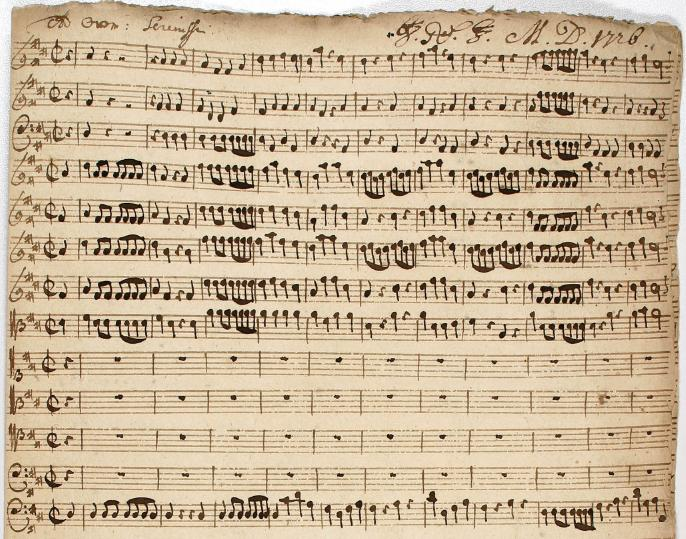
Handschrift van Graupner (cantate voor de verjaardag van landgraaf Ernst Lodewijk, 1726)

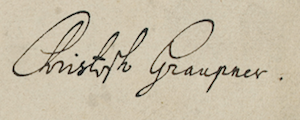
Handtekening van Christoph Graupner

Christoph Graupner Kirchberg, 13 januari 1683 – Darmstadt, 10 mei 1760) was een Duits barokcomponist en onder andere kapelmeester bij de landgraaf van Darmstadt. Graupners muziek is beschaafd, doorvoeld, vernieuwend en veeleisend. De retorische kracht in zijn vocale werken is verbluffend. Graupner had weinig leerlingen en dat heeft ertoe bijgedragen dat zijn muziek iets minder bekend is. Graupner heeft een omvangrijk oeuvre gecomponeerd en behoort daarmee tot de vruchtbaarste componisten uit de geschiedenis van de westerse muziek.

## Biografie
Graupner werd geboren in Kirchberg (Saksen) en was een leerling van Johann Kuhnau aan de Thomasschule in Leipzig. Daar raakte hij bevriend met Johann Friedrich Fasch en Johann David Heinichen. In 1705 werd hij als klavecimbelspeler aangenomen in het orkest van Reinhard Keiser en leerde in Hamburg Georg Friedrich Händel en Johann Mattheson kennen. In 1712 werd hij kapelmeester in Darmstadt, waar hij al sinds 1709 verbleef. In 1713 werd Fasch zijn leerling.
De landgraaf Ernst Lodewijk van Hessen-Darmstadt had zich voorgenomen Darmstadt te verfraaien en een barokopera (1711) op te zetten, maar na een aantal jaar was er een gebrek aan geld. Graupner stortte zich op instrumentale muziek en componeerde gedurende vele jaren bijna wekelijks een kerkcantate, waarvan maar liefst 1418 bewaard, bijna volledig in autograaf. 
In 1722 solliciteerde Graupner in Leipzig, aan zijn voormalige school. De eerste keuze viel op Georg Philipp Telemann, maar die bedankte voor de functie. Christoph Graupner genoot de voorkeur van het bestuur van de Thomaskirche boven Johann Sebastian Bach bij de benoeming tot cantor. Een verklaring zou kunnen zijn dat Graupner in Leipzig rechten had gestudeerd, in tegenstelling tot Bach, die geen academische studie had gevolgd. Ernst Lodewijk gaf Graupner echter geen ontslag als kapelmeester, waardoor de uiteindelijke keuze toch op Bach viel.
Op het einde van zijn leven, in 1753, werd Graupner volledig blind, maar hij bleef zijn functie als kapelmeester vervullen.

## Werken
Graupner was een productief, maar bescheiden man en wenste dat na zijn dood al zijn werken vernietigd zouden worden. Er bestaan geen afbeeldingen van hem. Zijn originelen zijn echter ware kunstwerken. Er ontstonden problemen tussen de familie en de landgraaf, maar omdat men niet tot een oplossing is gekomen, is veel van zijn werk bewaard gebleven in de plaatselijke universiteitsbibliotheek. 
Van de hand van Graupner zijn bewaard: acht opera's, waaronder Dido (1709) en Antiochus en Stratonice; daarnaast bestaat zijn oeuvre uit 1418 geestelijke en 24 wereldlijke cantates, 113 symfonieën, 85 suites (ouvertures), 44 concerti, vele werken voor klavecimbel en kamermuziek, waaronder een aantal schitterende triosonates, en orgelmuziek.

## Wetenswaardigheid
De musicoloog en dirigent Florian Heyerick werkt vanaf 2010 aan een doctoraat over deze productieve barokcomponist wiens werk (onder meer 1418 cantates) in tegenstelling tot dat van Johann Sebastian Bach quasi volledig bewaard is gebleven.